# Anticoncepción
Tenga en cuenta leer el aviso médico de Wikipedia.
La anticoncepción, contracepción o control de la natalidad es cualquier método o dispositivo para prevenir el embarazo no deseado. La planificación, provisión y uso de métodos anticonceptivos es llamado planificación familiar. Los métodos anticonceptivos se han utilizado desde tiempos antiguos, en el papiro de Petri de 1850 a. C. figuraban ya las recetas anticonceptivas y muchas otras culturas lo hicieron a su manera a lo largo de la historia, pero aquellos eficaces y seguros no estuvieron disponibles hasta el siglo XX. Algunas culturas restringen o desalientan el acceso al control de la natalidad, ya que consideran que es inmoral, rechazado por la religión o políticamente indeseable.
Los métodos más eficaces son la esterilización por medio de la vasectomía en varones y la ligadura de trompas, los dispositivos intrauterinos (DIU) y los anticonceptivos subdérmicos en mujeres. Le siguen un número de anticonceptivos hormonales como las píldoras orales, parches, anillos vaginales, billings y las inyecciones. Métodos con menor efectividad incluyen barreras tales como condones, diafragmas y esponja anticonceptiva y los métodos de conocimiento de la fertilidad. Los métodos menos eficaces son los espermicidas y el retiro del varón antes de la eyaculación. La esterilización, si bien es muy eficaz, no suele ser reversible; todos los demás métodos son reversibles, la mayoría inmediatamente después de interrumpirlos. Las prácticas de sexo seguro, tales como el uso de condones masculinos o femeninos, también puede ayudar a prevenir infecciones de transmisión sexual. Otros métodos no pueden proteger contra las infecciones de transmisión sexual. Los anticonceptivos de emergencia pueden prevenir el embarazo en las primeras 72 a 120 horas después de sexo sin protección. Algunos argumentan que la abstinencia sexual es un método de control de la natalidad, pero la educación sexual únicamente de abstinencia puede aumentar los embarazos de adolescentes cuando se ofrece sin educación anticonceptiva debido a su incumplimiento.
En los adolescentes, los embarazos corren mayor riesgo de malos resultados. La educación sexual integral y el acceso a métodos anticonceptivos disminuye la tasa de embarazos no deseados en este grupo etario. Si bien los jóvenes generalmente pueden utilizar todas las formas de control de la natalidad, aquellas de acción prolongada y reversible como los implantes, DIU o anillos vaginales son más exitosos en la reducción de las tasas de embarazo adolescente. Después del parto, una mujer que no amamanta exclusivamente puede embarazarse nuevamente tan luego como cuatro a seis semanas. Algunos métodos anticonceptivos pueden iniciarse inmediatamente después del nacimiento, mientras que otros requieren una demora de hasta seis meses. En las mujeres que están amamantando, los métodos de únicamente progestina son preferibles a los anticonceptivos orales combinados. En el caso de mujeres que han llegado a la menopausia, se recomienda que el control de la natalidad continúe hasta un año después del último período.

Según algunos estudios publicados en el año 2012, alrededor de 222 millones de mujeres que quieren evitar el embarazo de países en desarrollo no están usando un método anticonceptivo moderno. El control de la natalidad en los países en desarrollo ha disminuido el número de muertes maternas en un 40 % (alrededor de 270 000 muertes prevenidas en 2008) y podría prevenir el 70 % si se alcanzara toda la demanda. Al alargar el tiempo entre embarazos, puede mejorar los resultados de parto de las mujeres adultas y la supervivencia de sus hijos. En el mundo en desarrollo los ingresos, activos y peso de las mujeres y la escolaridad y salud de sus hijos mejoran con un mayor acceso al control de la natalidad. Este aumenta el crecimiento económico debido a un menor número de hijos a cargo, aumento de la participación femenina en la fuerza laboral y un menor consumo de los escasos recursos.

## Métodos
| Método                                                   | Uso típico | Uso perfecto |
| -------------------------------------------------------- | ---------- | ------------ |
| Sin método anticonceptivo                                | 85 %       | 85 %         |
| Condón (varón)                                           | 18 %       | 2 %          |
| Condón (mujer)                                           | 21 %       | 5 %          |
| Método sintotérmico                                      |            | 0,4 %        |
| Método del calendario                                    | 24 %       | 0,4–5 %      |
| Temperatura basal                                        | 3,1 %      | 0,3 %        |
| Método Billings                                          | 1-25 %     | 0,9 %        |
| Modelo Creighton                                         | 3,2 %      | 0,5 %        |
| Píldora combinada                                        | 9 %        | 0,3 %        |
| Píldora de progestina sola                               | 13 %       | 1,1 %        |
| Esterilización (mujer)                                   | 0,5 %      | 0,5 %        |
| Esterilización (varón)                                   | 0,15 %     | 0,10 %       |
| DIU de cobre                                             | 0,8 %      | 0,6 %        |
| DIU hormonal                                             | 0,2 %      | 0,2 %        |
| Parche                                                   | 9 %        | 0,3 %        |
| Anillo vaginal                                           | 9 %        | 0,3 %        |
| Depo-Provera                                             | 6 %        | 0,2 %        |
| Implante                                                 | 0,05 %     | 0,05 %       |
| Diafragma con espermicida                                | 12 %       | 6 %          |
| Retirada                                                 | 22 %       | 4 %          |
| Amenorrea de la lactancia (índice de fracaso en 6 meses) | 0-7,5 %    | <2 %         |

Los métodos de control de la natalidad incluyen métodos de barrera, anticonceptivos hormonales, dispositivos intrauterinos (DIU), esterilización y métodos de comportamiento. Estos se utilizan antes o durante las relaciones sexuales, mientras que los anticonceptivos de emergencia son eficaces para un máximo de unos pocos días después del sexo. La eficacia se expresa generalmente como el porcentaje de mujeres que quedan embarazadas usando un método dado durante el primer año y a veces como una tasa de fracaso vitalicia entre los métodos con alta eficacia, como la ligadura de trompas.
Los métodos más eficaces son aquellos que son de larga duración y no requieren visitas regulares a un centro de salud. Tanto la esterilización quirúrgica, las hormonas implantables como los dispositivos intrauterinos tienen tasas de fracaso de primer año de menos de 1 %. Las píldoras anticonceptivas hormonales, parches o anillos vaginales, y el método de amenorrea de la lactancia (MELA), si se utilizan con rigor, también pueden tener tasas de fracaso de primer año (o para MELA, primer semestre) menores al 1 %. Mediante el uso típico estas son considerablemente más altas, un 9 %, debido al uso incorrecto. Otros métodos, como los condones, diafragmas y espermicidas tienen mayores tasas, incluso en el uso perfecto. La Academia Estadounidense de Pediatría recomienda anticoncepción de acción prolongada y reversible como primera línea para los jóvenes.
Si bien todos los métodos de control de la natalidad tienen algunos potenciales efectos adversos, el riesgo es menor que el asociado al embarazo. Después de detener o eliminar muchos métodos anticonceptivos, incluidos anticonceptivos orales, DIU, implantes e inyecciones, la tasa de embarazo durante el año posterior es la misma que para aquellos que no utilizaron ningún método anticonceptivo.
En personas con problemas de salud específicos, ciertas formas de control de la natalidad pueden requerir más investigaciones. En cambio para las mujeres sanas, muchos métodos no requieren un examen médico, incluido los anticonceptivos orales, inyectables o implantables y los condones. En concreto, un examen pélvico, examen de mamas o análisis de sangre antes de comenzar las píldoras anticonceptivas no parecen afectar a los resultados y, por lo tanto, no son necesarios. En 2009, la Organización Mundial de la Salud (OMS) publicó una lista detallada de los criterios médicos de elegibilidad para cada tipo de control de la natalidad.

### Hormonal
La anticoncepción hormonal está disponible en variadas formas, incluido píldoras, implantes bajo la piel, inyecciones, parches, dispositivos intrauterinos y anillos vaginales. Actualmente se encuentran disponibles solo para las mujeres, aunque los anticonceptivos hormonales para varones han sido y están siendo probados clínicamente. Hay dos tipos de píldoras anticonceptivas orales, las píldoras anticonceptivas orales combinadas (que contienen estrógeno y progesterona) y píldoras de progestágeno solo (a veces llamados minipíldoras). Si se toman durante el embarazo, no aumentan el riesgo de aborto espontáneo ni causa defectos de nacimiento. Ambos tipos de píldoras anticonceptivas impiden la fecundación principalmente mediante la inhibición de la ovulación y el engrosamiento de la mucosa cervical. Su eficacia depende de que el usuario recuerde tomar las píldoras. También pueden cambiar el revestimiento del útero y así disminuir la implantación.
Los anticonceptivos hormonales combinados se asocian con un riesgo ligeramente mayor de trombos venosos y arteriales. Los trombos venosos, en promedio, aumentan de 2,8 a 9,8 por 10 000 mujeres-año, lo que sigue siendo menor que aquellos asociados con el embarazo. Debido a este riesgo, no se recomiendan en fumadoras mayores de 35 años.
El efecto sobre el deseo sexual es variado, con aumento o disminución en algunos, pero sin efecto en la mayoría. Los anticonceptivos orales combinados reducen el riesgo de cáncer de ovario y cáncer de endometrio y no cambian el riesgo de cáncer de mama. A menudo reducen el sangrado menstrual y el dolor menstrual. Las dosis de estrógenos más bajas liberadas por el anillo vaginal puede reducir el riesgo de dolor en las mamas, náuseas y dolor de cabeza asociado con productos con dosis de estrógenos mayores.
Las píldoras de solo progestina, inyecciones y dispositivos intrauterinos no están asociados con un mayor riesgo de trombos sanguíneos y pueden ser usados por mujeres con trombos venosos previos. En quienes tengan antecedentes de trombos arteriales, están contraindicados los métodos hormonales, salvo aquellos de solo progestina no inyectables. Las píldoras de progestina sola pueden mejorar los síntomas menstruales y pueden ser utilizadas por mujeres que están amamantando, ya que no afectan a la producción de leche. Puede ocurrir sangrado irregular con métodos de solo progestina y algunas usuarias informan de ausencia períodos. Las progestinas drospirenona y desogestrel minimizan los efectos secundarios androgénicos, pero aumentan los riesgos de trombos sanguíneos y por lo tanto no son de primera línea. La tasa de fracaso de primer año del uso perfecto de la progestina inyectable Depo-Provera es de 0,2 %; mientras que la de uso típico es de 6 %.

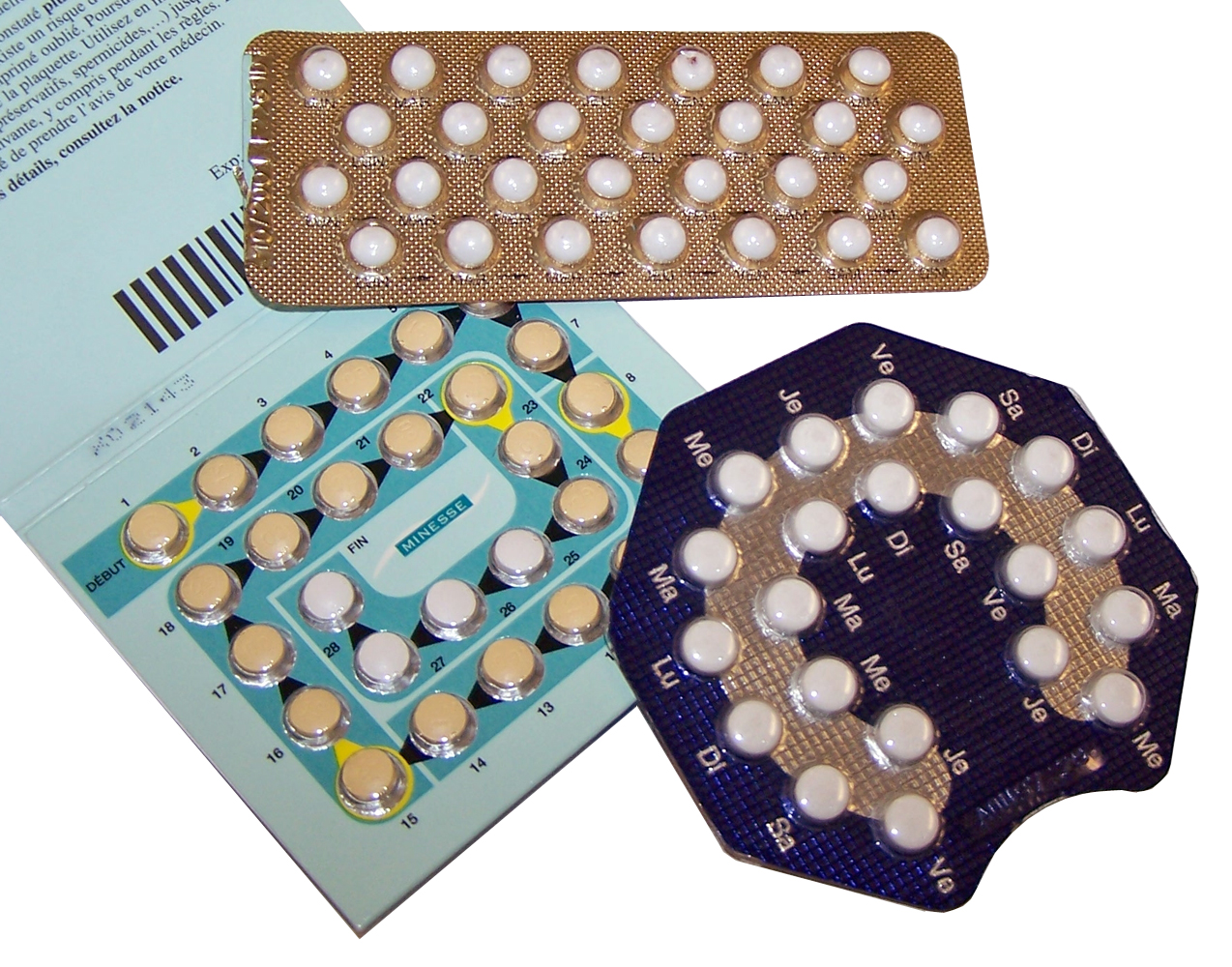
Tres variedades de píldoras anticonceptivas en un envoltorio con un calendario orientador
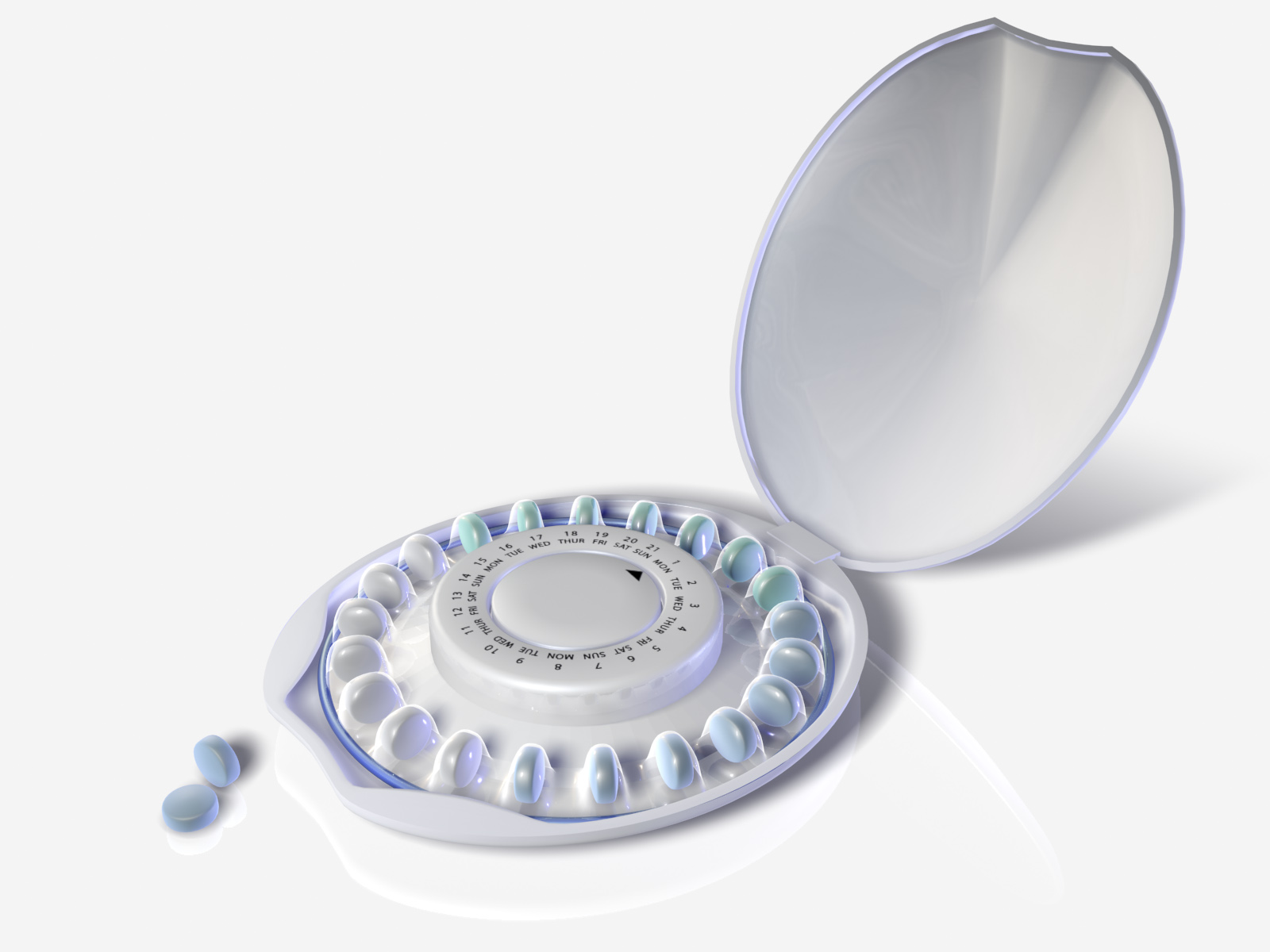
Anticonceptivo oral
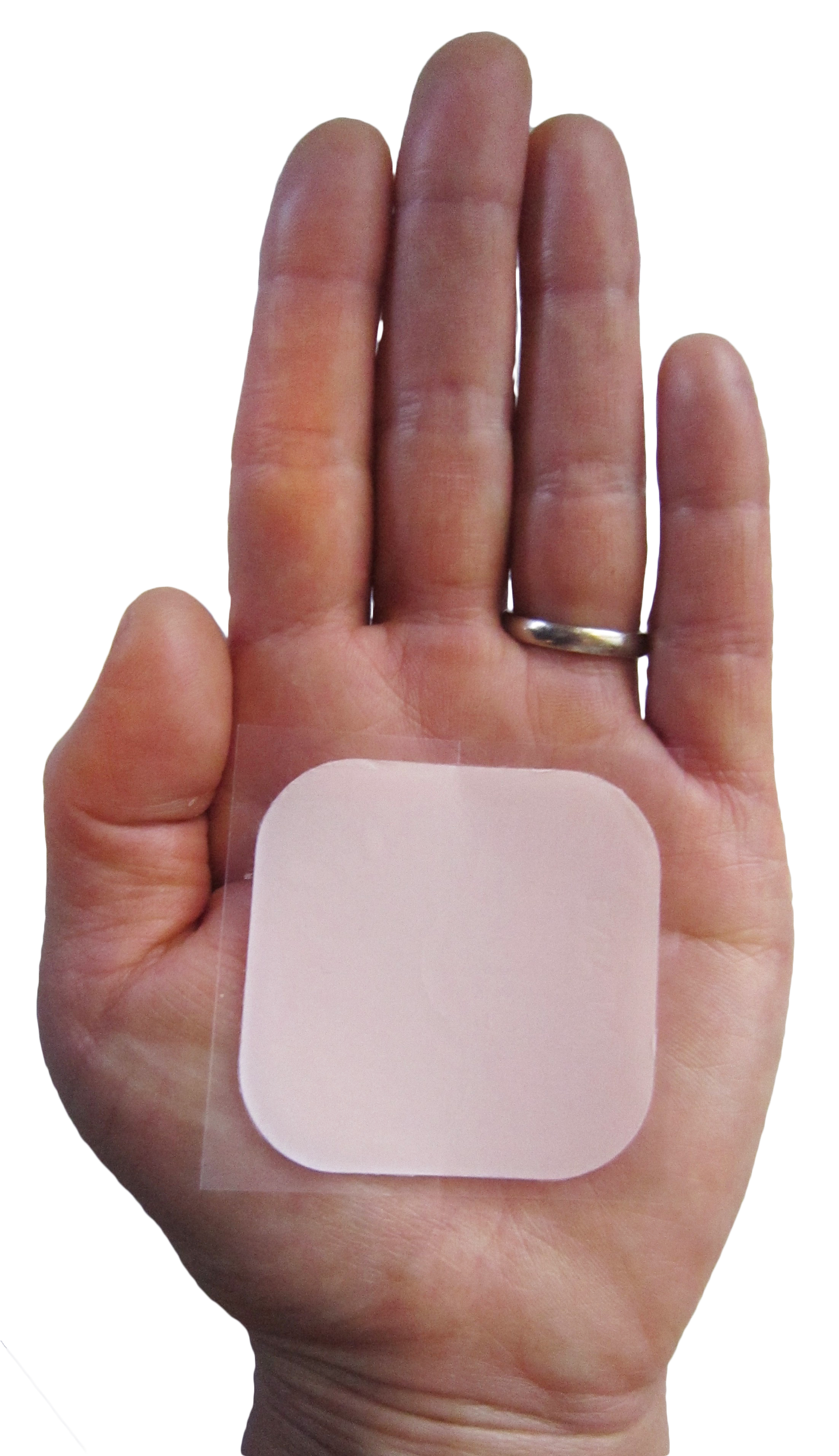
Un parche anticonceptivo transdérmico
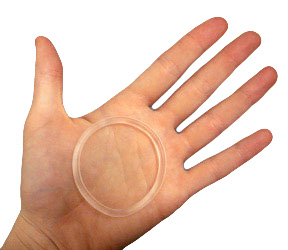
Un anillo vaginal NuvaRing

### Barrera
Los anticonceptivos de barrera son dispositivos que tratan de prevenir el embarazo al impedir físicamente que el semen entre en el útero. En este grupo se encuentran condones masculinos, condones femeninos, capuchones cervicales, diafragmas y esponjas anticonceptivas con sustancias espermicidas.
A nivel mundial, los condones son el método más común de control de la natalidad. Los condones masculinos se ponen en el pene erecto y físicamente bloquean la entrada del semen eyaculado en el cuerpo de la pareja sexual. Los condones modernos están hechos en su mayoría de látex, pero algunos están hechos de otros materiales como poliuretano o intestino de cordero. También están disponibles los condones femeninos, a menudo hechos de nitrilo, látex o poliuretano. Los condones masculinos tienen la ventaja de ser baratos, fáciles de usar y tener pocos efectos adversos. Hacer disponibles los condones a los adolescentes no parece afectar la edad de inicio de la actividad sexual o su frecuencia. En Japón alrededor del 80 % de las parejas que usan métodos anticonceptivos usan condones, mientras que en Alemania este número es de aproximadamente 25 % y en los Estados Unidos es de 18 %.
Los condones masculinos y el diafragma con espermicida tienen tasas de fracaso de primer año en su uso típico de 18 % y 12 %, respectivamente. Mediante el uso perfecto los condones son más eficaces con un 2 % frente a un 6 % del diafragma. Los condones tienen el beneficio adicional de ayudar a prevenir la propagación de algunas infecciones de transmisión sexual como el VIH/sida.
Las esponjas anticonceptivas combinan una barrera con un espermicida. Al igual que los diafragmas, se insertan por vía vaginal antes de la relación sexual y deben colocarse sobre el cuello del útero para ser eficaz. Los índices de fracaso típicos durante el primer año dependen de si la mujer previamente ha dado a luz (24 %) o no (12 %). La esponja se puede insertar hasta 24 horas antes del sexo y se debe dejar en su lugar durante por lo menos seis horas después. Se han informado reacciones alérgicas y efectos adversos más graves, como el síndrome de choque tóxico.

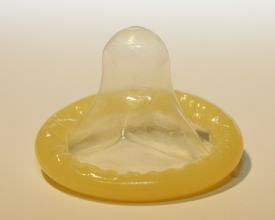
Un condón mascullino enrollado.
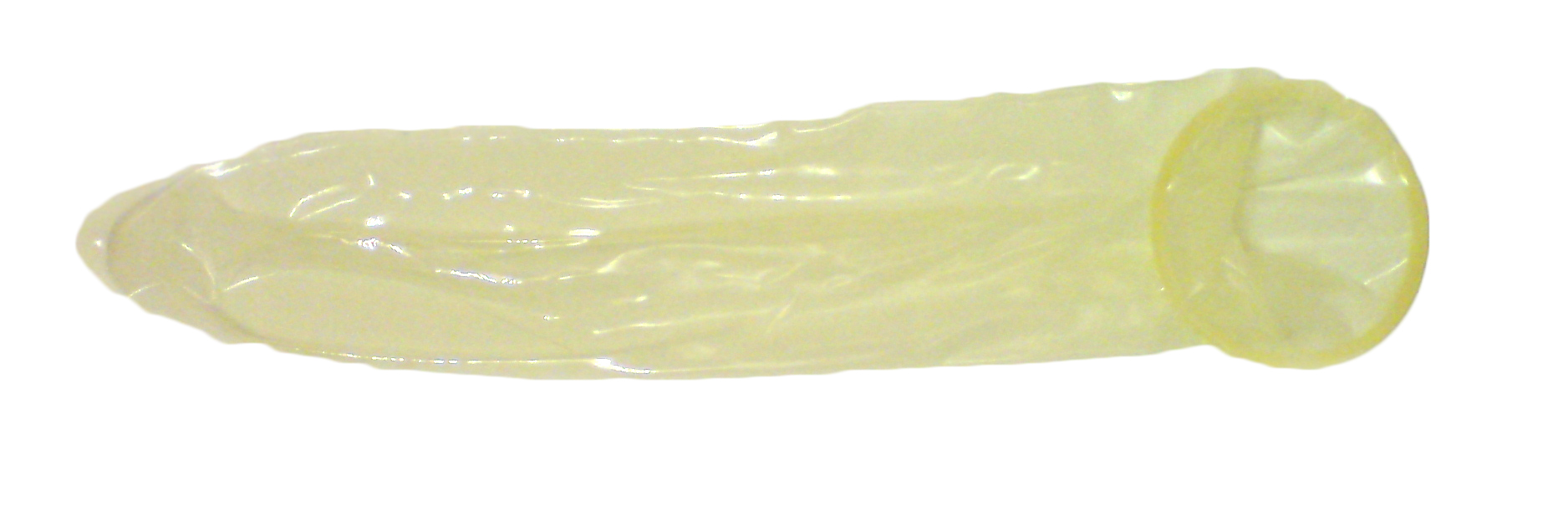
Un condón de látex masculino desenrrollado
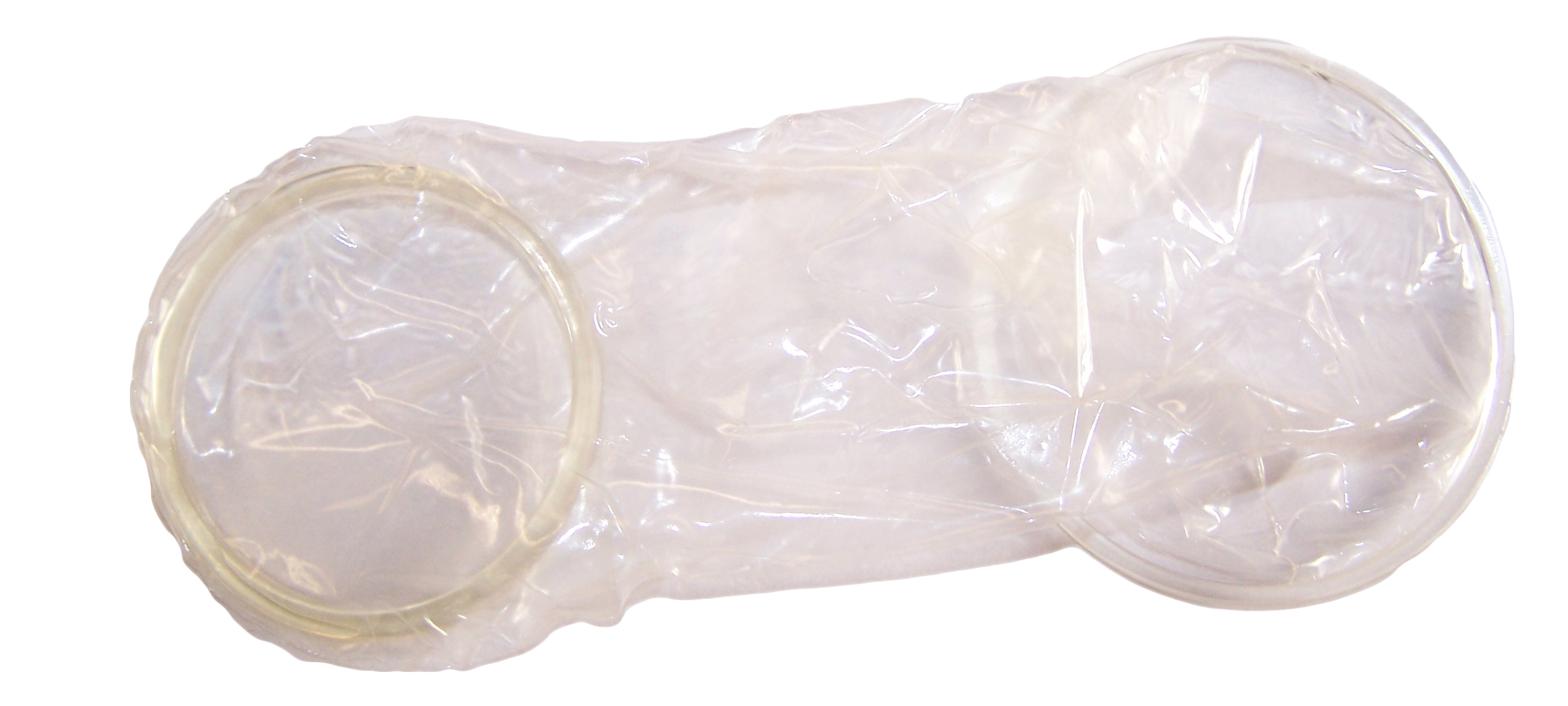
Un condón femenino de poliuretano
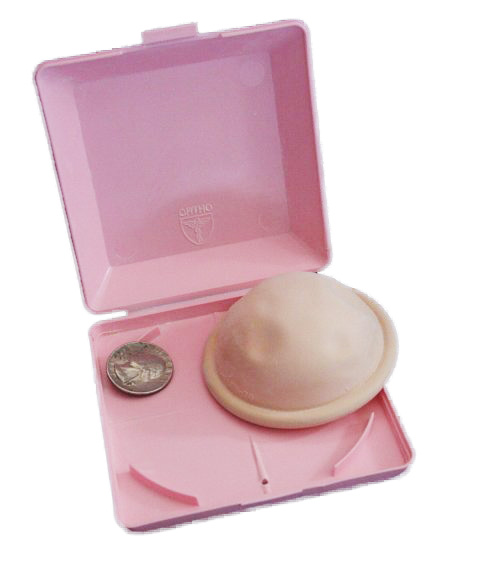
Una barrera de diafragma cervicovaginal, en su estuche junto a un cuarto estadounidense.
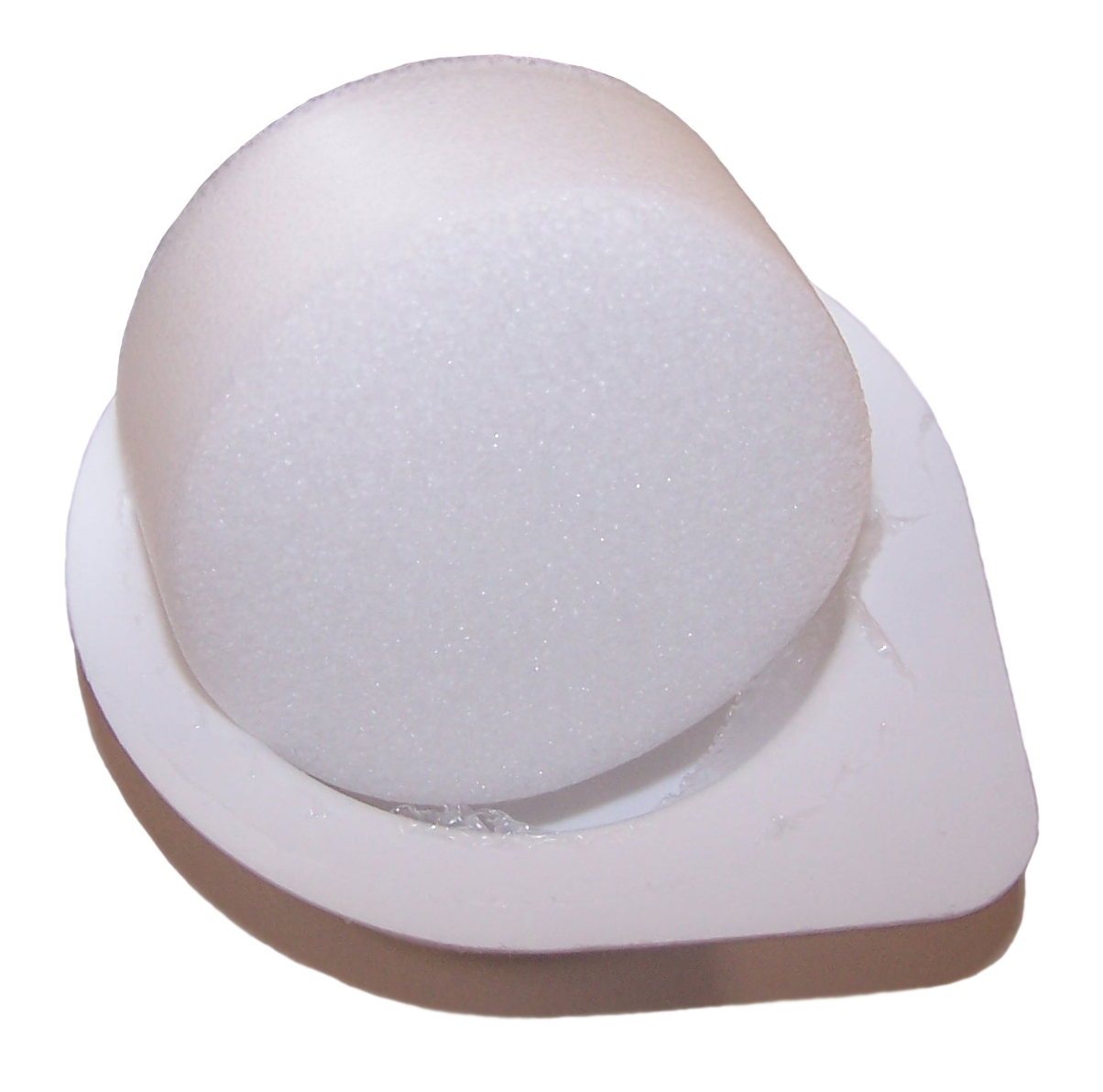
Una esponja anticonceptiva dentro de su paquete abierto.

### Dispositivos intrauterinos

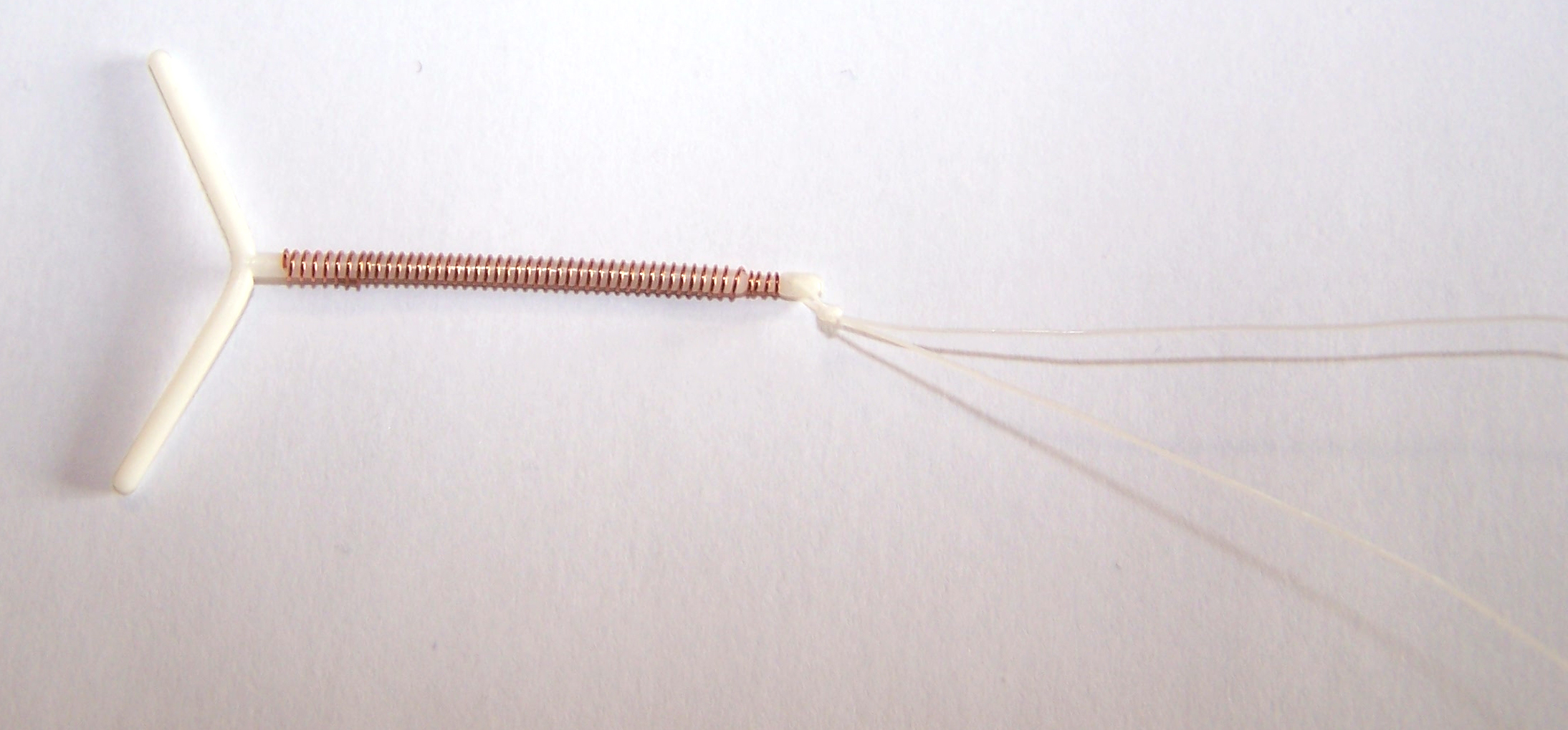
Un DIU de cobre en forma de T con hilos de extracción.

Los actuales dispositivos intrauterinos (DIU) son dispositivos pequeños que se inserta en el útero, a menudo en forma de 'T' y con contenido de cobre o levonorgestrel. Es un tipo de anticoncepción de acción prolongada y reversible y son uno de los tipos más eficaces de control de la natalidad reversible. Las tasas de fracaso al primer año con el DIU de cobre es alrededor de 0,8 %, mientras que el DIU de levonorgestrel es de 0,2 %. Entre los tipos de control de la natalidad, junto con los implantes, gozan de la mayor satisfacción entre los usuarios. A 2007, los DIU son la forma más utilizada de anticoncepción reversible, con más de 180 millones de usuarios en todo el mundo.
La evidencia apoya la eficacia y la seguridad en los adolescentes y tanto quienes han tenido hijos anteriormente como las que no. Los DIU no afectan la lactancia materna y pueden insertarse inmediatamente después del parto o de un aborto. Una vez eliminado, incluso después de su uso prolongado, la fertilidad vuelve a la normalidad inmediatamente.
Mientras que los DIU de cobre pueden aumentar el sangrado menstrual y provocar calambres más dolorosos, los DIU hormonales pueden reducir el sangrado menstrual o detener la menstruación por completo. Los calambres pueden ser tratados con los AINE. Otras complicaciones potenciales incluyen expulsión (2-5 % ) y raramente perforación del útero (menos del 0,7 %). Un modelo anterior del dispositivo intrauterino (el escudo Dalkon) se asoció con un mayor riesgo de enfermedad inflamatoria pélvica, sin embargo, los modelos actuales no poseen el riesgo en aquellos sin infecciones de transmisión sexual cerca del momento de la inserción.

### Esterilización
La esterilización quirúrgica está disponible en forma de la ligadura de trompas para las mujeres y vasectomía para los varones. No hay efectos secundarios significativos a largo plazo y la ligadura de trompas disminuye el riesgo de cáncer de ovario. Las complicaciones a corto plazo son veinte veces menos probablemente en la vasectomía que en la ligadura de trompas. Después de la vasectomía, puede haber hinchazón y dolor en el escroto que generalmente se resuelve en una semana o dos. En la ligadura de trompas, las complicaciones ocurren en 1 a 2 % de los procedimientos y las complicaciones graves se deben por lo general a la anestesia. Ninguno de estos métodos ofrece protección contra las infecciones de transmisión sexual.
Esta decisión puede causar arrepentimiento en algunas personas. Entre las mujeres mayores de 30 años operadas con ligadura de trompas, alrededor del 5 % se arrepiente de su decisión, en comparación con el 20 % de las menores de 30 años. En contraste, menos del 5 % de los varones son propensos a lamentar la esterilización. Los varones más propensos a lamentar la esterilización son más jóvenes, tienen niños pequeños o ninguno, o tienen un matrimonio inestable. En una encuesta a padres biológicos, el 9 % declaró que no habrían tenido hijos si fueran capaces de volver a hacerlo.
Aunque la esterilización se considera un procedimiento permanente, es posible intentar una reversión de la ligadura de trompas para reconectarlas o una reversión de vasectomía para volver a conectar los conductos deferentes. El deseo femenino de reversión a menudo está asociado con un cambio de cónyuge. Las tasas de éxito de embarazo después de la reversión de trompas son entre el 31 y el 88 %, con posibles complicaciones como un mayor riesgo de embarazo ectópico. El número de varones que solicitan la reversión es entre el 2 y el 6 %. Las tasas de éxito en engendrar otro hijo después de la inversión son entre 38 y 84 %; cuyo éxito es menor cuanto mayor sea el período de tiempo entre el procedimiento original y la reversión. También puede ser una opción para los varones la extracción de semen seguida por fecundación in vitro.

### Conductual
Los métodos conductuales comprenden la regulación del tiempo o el tipo de relación sexual para prevenir la introducción de semen en el tracto reproductivo de la mujer, ya sea siempre o solo cuando un óvulo pueda estar presente. Si se utilizan perfectamente la tasa de fracaso de primer año puede ser en torno al 3,4 %, sin embargo si se usan mal la tasa puede acercarse al 85 %.

#### Conocimiento de la fertilidad

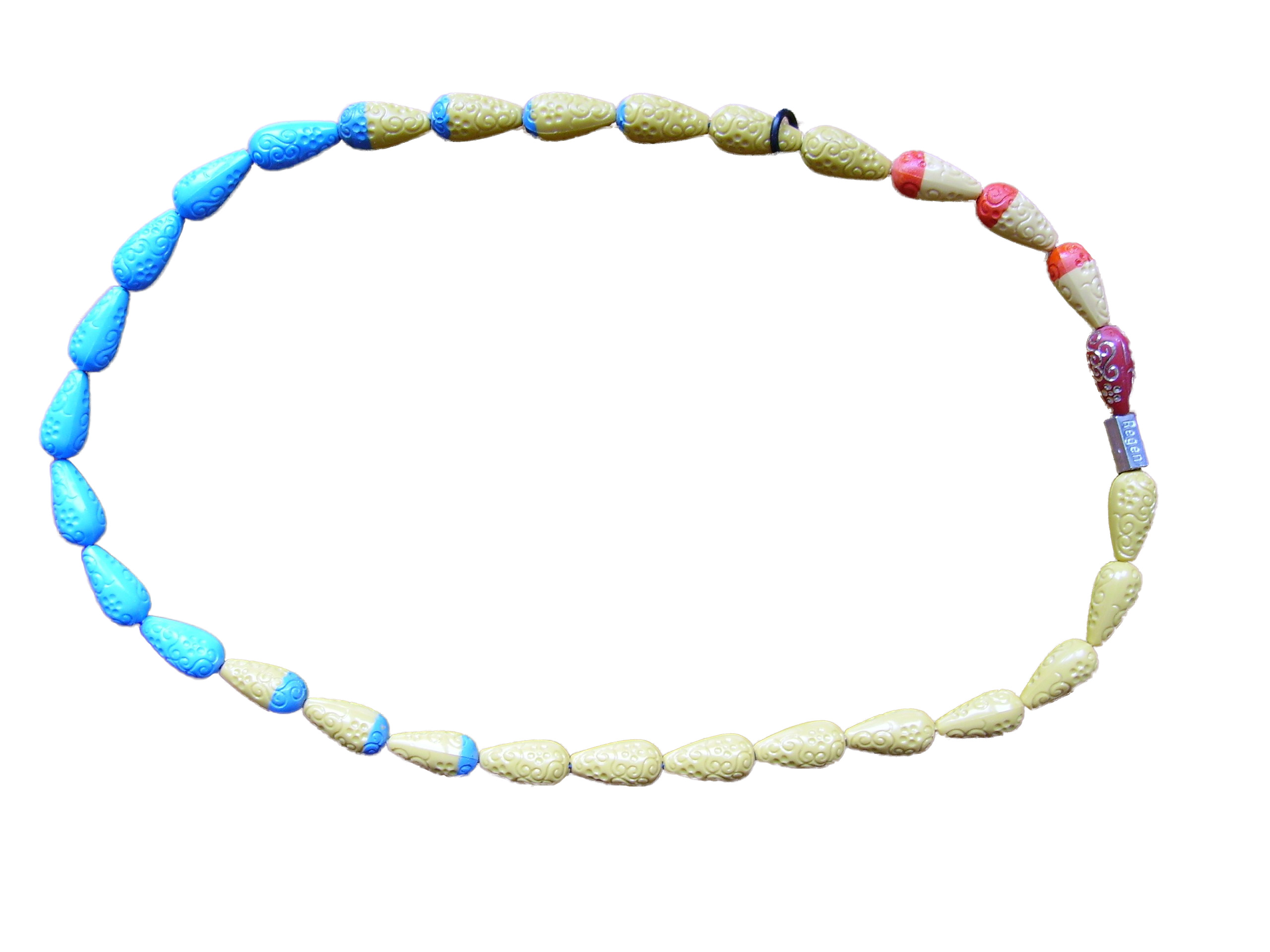
Un CycleBeads, usado para estimar la fertilidad basado en los días desde la última menstruación.

Los métodos de conocimiento de la fertilidad o de ritmo implican la determinación de los días más fértiles del ciclo menstrual y evitar el sexo sin protección. Las técnicas para determinar la fertilidad incluyen la observación de la temperatura basal del cuerpo, las secreciones cervicales o el día del ciclo. Tienen tasas de fracaso de primer año de uso típico de 24 %; en el uso perfecto depende del método utilizado y va de 0,4 % a 5 %. La evidencia en que se basan estas estimaciones, sin embargo, es pobre ya que la mayoría de los participantes de los ensayos detienen su uso antes de tiempo. A nivel mundial, se utilizan en alrededor del 3,6 % de las parejas. Si se basa tanto en la temperatura basal del cuerpo como otro signo primario, el método se conoce como sintotérmico. Se han reportado tasas de fallo de primer año generales de <2 % a 20 % en estudios clínicos del método sintotérmico.

#### Retirada
El método de retirada (también conocido como coitus interruptus) es la práctica de finalizar el coito («marcha atrás») antes de la eyaculación. El principal riesgo del método de retiro es que el varón puede no realizar la maniobra correctamente o de manera oportuna. Las tasas de fracaso de primer año varían de 4 % con un uso perfecto al 22 % con el uso típico. Algunos profesionales de la medicina no lo consideran un método de control de la natalidad.
Hay pocos datos respecto al contenido de espermatozoides del líquido preeyaculatorio. Si bien algunas investigaciones tentativas no los encontraron, una prueba encontró espermatozoides presentes en 10 de los 27 voluntarios. El método de retiro se utiliza como anticoncepción por un 3 % de las parejas.

#### Abstinencia
Aunque algunos grupos abogan por la abstinencia sexual total, por la que se refieren el evitar toda actividad sexual, en el contexto del control de la natalidad el término generalmente significa la abstinencia del sexo vaginal. La abstinencia es 100 % efectiva para prevenir el embarazo; sin embargo, no todo el que tiene la intención de ser abstinente se contiene de toda actividad sexual y en muchas poblaciones hay un riesgo significativo de embarazo por sexo no consensuado.
La educación sexual exclusivamente de abstinencia no reduce los embarazos adolescentes. Las tasas de embarazo adolescente son más altas en los estudiantes que recibieron solo educación de abstinencia, en comparación con la educación sexual integral. Algunas autoridades recomiendan que quienes utilizan la abstinencia como método principal tengan un método(s) de respaldo disponible (como condones o píldoras anticonceptivas de emergencia). El sexo sin penetración o el sexo oral, deliberadamente sin sexo vaginal, a veces también se consideran un método de control. Si bien generalmente evitan el embarazo, este aún puede ocurrir con el sexo intercrural y otras formas de sexo con el pene cerca de la entrada a la vagina (frotamiento genital y la salida del pene en el coito anal) con los que el semen puede depositarse cerca de la entrada a la vagina y viajar a través de los fluidos lubricantes de esta.

#### Lactancia
El método de amenorrea de la lactancia implica el uso de la infertilidad femenina natural que ocurre después del parto y puede ser extendido por la lactancia materna. Esto normalmente requiere la ausencia de período alguno, la alimentación exclusiva del bebé por lactancia materna y un niño menor de seis meses. La Organización Mundial de la Salud establece que si la lactancia materna es la única fuente de nutrición del lactante, la tasa de fracaso es del 2 % en los seis meses posparto. Seis estudios no controlados de amenorrea de la lactancia encontraron tasas de fracaso a los seis meses después del parto entre 0 % y el 7,5 %. Estas aumentan a 4,7 % al año y 13 % a los dos años. La fórmulas para lactantes, extraer en lugar de amamantar, el uso de un chupete y alimentos sólidos todos aumentan su tasa de fracaso. En las mujeres que exclusivamente están amamantando, alrededor del 10 % comienza a tener períodos antes de tres meses y el 20 % antes de los seis meses. En las que no están amamantando, la fertilidad puede regresar cuatro semanas después del parto.

### Emergencia

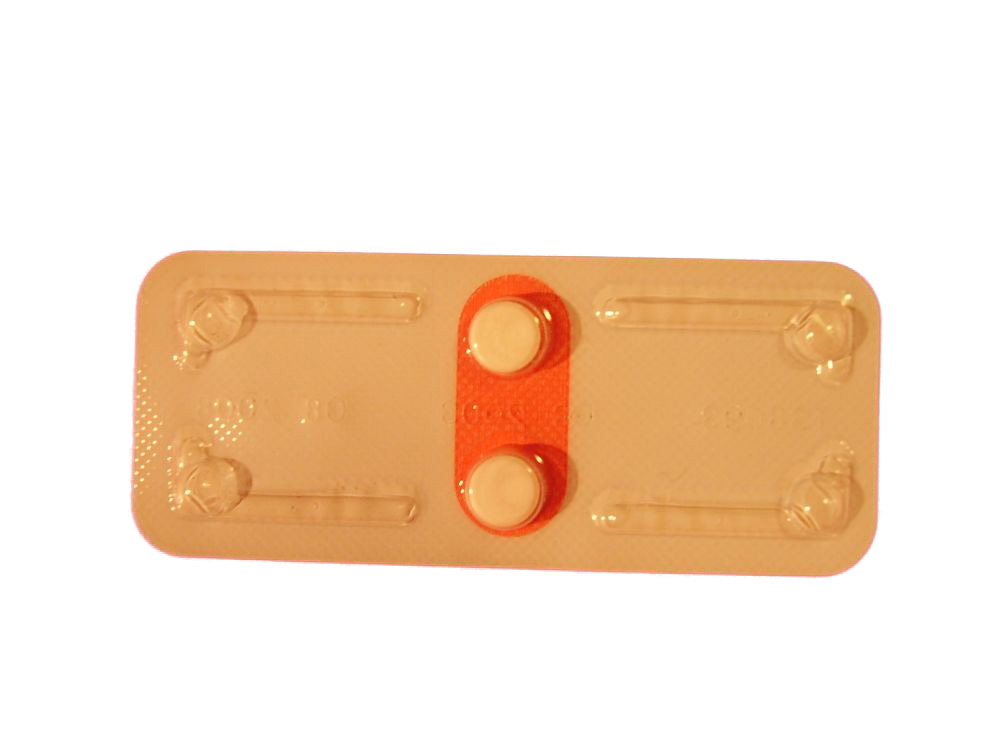
Una dosis de dos píldoras anticonceptivas de emergencia.

Los métodos anticonceptivos de emergencia son medicamentos (a veces mal llamadas «píldoras del día después») o dispositivos usados después del sexo sin protección con la esperanza de prevenir el embarazo. Funcionan principalmente previniendo la ovulación o la fecundación. Existen varias opciones: píldoras anticonceptivas de dosis alta, levonorgestrel, mifepristona, ulipristal y DIU. 
Proporcionar a las mujeres píldoras anticonceptivas de emergencia con antelación no afecta las tasas de infecciones de transmisión sexual, el uso de condón, tasas de embarazo o comportamiento sexual de riesgo. Todos los métodos de emergencia tienen efectos secundarios mínimos.
Las píldoras de levonorgestrel, cuando se utilizan dentro de los tres días, disminuyen las probabilidades de embarazo después de un solo episodio de sexo no seguro o fracaso del condón en 70 % (lo que resulta en una tasa de embarazo de 2,2 %). Ulipristal, cuando se utiliza dentro de cinco días, disminuye la posibilidad de embarazo en casi un 85 % (tasa de embarazo de 1,4 %) y podría ser un poco más eficaz que el levonorgestrel. La mifepristona también es más eficaz que el levonorgestrel, mientras que los DIU de cobre son el método más eficaz. Los DIU se pueden insertar hasta cinco días después de la relación sexual y prevenir el 99 % de los embarazos después de un episodio de sexo sin protección (tasa de embarazo de 0,2 %), por lo que son la forma anticoncepción de emergencia más eficaz. En mujeres con sobrepeso u obesidad el levonorgestrel es menos eficaz y se recomienda un DIU o ulipristal.

### Doble protección
La doble protección es el uso de métodos que previenen tanto infecciones de transmisión sexual como el embarazo. Es proporcionada por los condones, ya sea solos o junto con otro método anticonceptivo, o la abstinencia del sexo penetrativo. Si el embarazo es una preocupación alta es razonable utilizar dos métodos simultáneos, además de recomendable en los consumidores del antiacné isotretinoína, debido al alto riesgo de defectos de nacimiento si se toma durante el embarazo.

## Efectos

### Salud

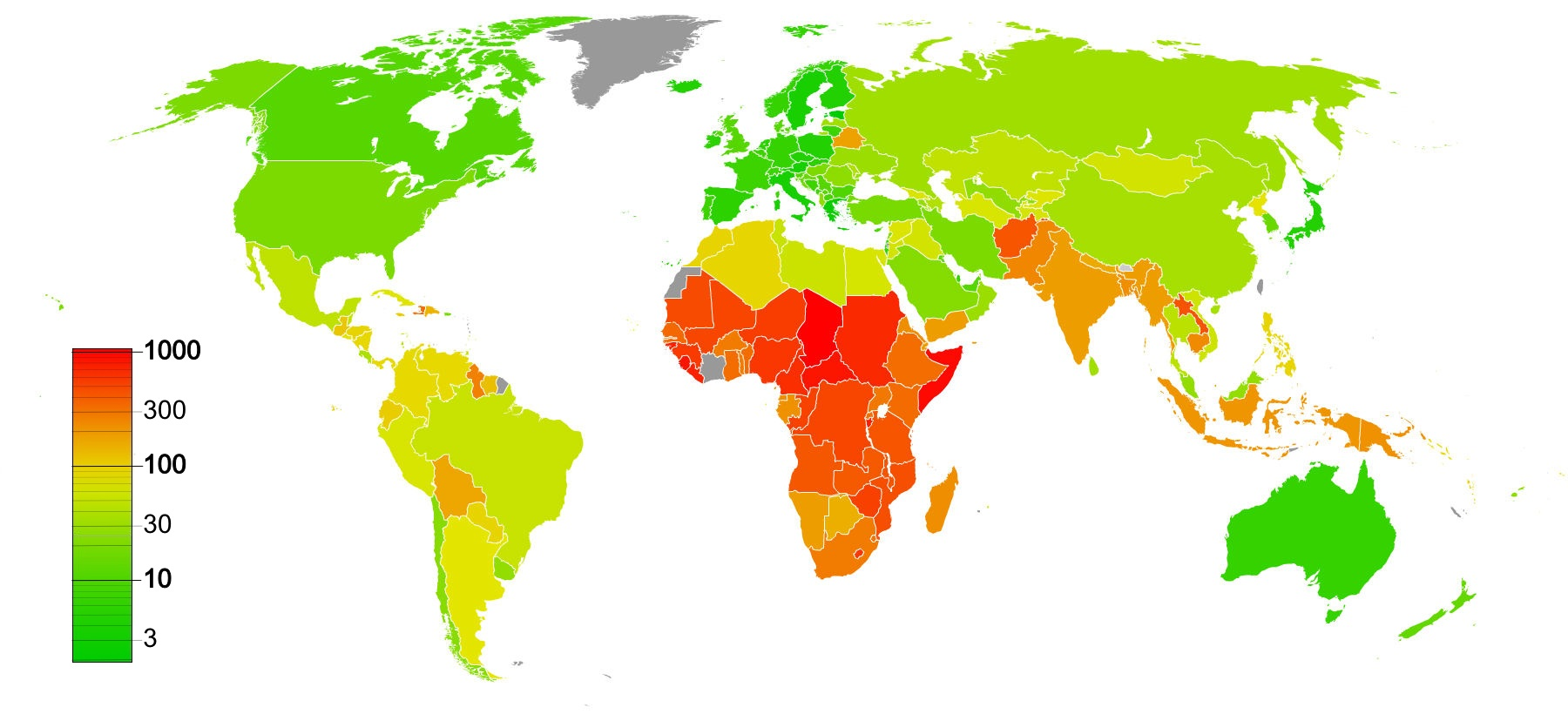
Índice de mortalidad maternal (2010).

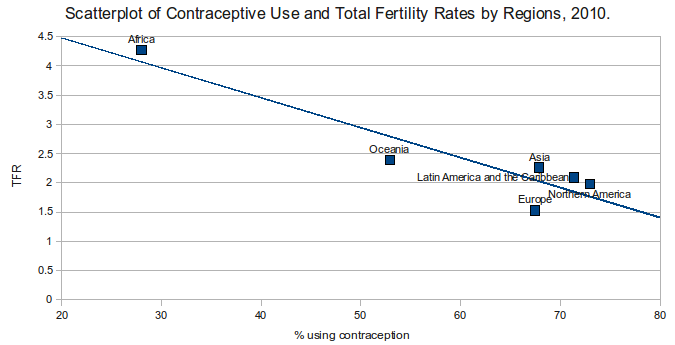
Uso de anticonceptivos e índice de fertilidad por región.

Se estima que el uso de anticonceptivos en los países en desarrollo ha disminuido el número de muertes maternas en un 40 % (alrededor de 270 000 muertes prevenidas en 2008) y podría prevenir el 70 % de las muertes si se alcanzara toda la demanda de control de la natalidad. Estos beneficios se logran al reducir el número de embarazos no deseados que posteriormente dan lugar a abortos inseguros y por la prevención de embarazos en mujeres de alto riesgo.
El control de la natalidad también mejora la supervivencia infantil en el mundo en desarrollo al alargar el lapso entre embarazos. En esta población, los resultados son peores cuando una madre se embaraza dentro de los dieciocho meses posteriores a un parto previo. Sin embargo, retrasar otro embarazo después de un aborto espontáneo no parece alterar el riesgo y se aconseja a las mujeres intentar el embarazo en esta situación cuando estén dispuestas.
Los embarazos adolescentes, especialmente entre los más jóvenes, tienen un mayor riesgo de resultados adversos, incluidos nacimiento prematuro, bajo peso al nacer y la muerte del bebé. En los Estados Unidos el 82 % de los embarazos de adolescentes entre 15 y 19 años no son planificados. La educación sexual integral y el acceso a métodos anticonceptivos son eficaces en la disminución de las tasas de embarazo en este grupo etario.

### Finanzas
|  | 7-8 6-7 5-6 4-5 | 3-4 2-3 1-2 0-1 |

Países por índice de fertilidad (2012). Número de hijos:
7-8
6-7
5-6
4-5
3-4
2-3
1-2
0-1

En el mundo en desarrollo, el control de la natalidad aumenta el crecimiento económico debido a que hay menos hijos a cargo y por lo tanto un mayor número de mujeres que participan en la fuerza laboral. Los ingresos, activos e índice de masa corporal (IMC) de las mujeres y la escolarización e IMC de sus hijos todos mejoran con un mayor acceso a la anticoncepción. La planificación familiar a través del uso de métodos anticonceptivos modernos es una de las intervenciones de salud más costo-efectivas. Por cada dólar gastado en ella, las Naciones Unidas estiman que se ahorran entre dos y seis dólares. Estos ahorros de costos están relacionados con la prevención de embarazos no deseados y la disminución de la propagación de enfermedades de transmisión sexual. Si bien todos los métodos son beneficiosos económicamente, el uso de los DIU de cobre resulta en el mayor ahorro.
El coste médico total para un embarazo, parto y cuidado de un recién nacido en los Estados Unidos es, en promedio, de 21 000 USD para un parto vaginal y 31 000 USD para una cesárea en 2012. En la mayoría de los otros países el costo es menos de la mitad. Para un niño nacido el 2011, una familia estadounidense media gastará 235 000 USD durante 17 años para criarlo.

## Prevalencia
|  | 6 % 12 % 18 % 24 % 30 % 36 % | 42 % 48 % 54 % 60 % 66 % 72 % | 78 % 84 % 86 % Sin datos |

Porcentaje de mujeres usando un método anticonceptivo moderno en 2010.
6 %
12 %
18 %
24 %
30 %
36 %
42 %
48 %
54 %
60 %
66 %
72 %
78 %
84 %
86 %
Sin datos

A nivel mundial, a 2009, aproximadamente el 60 % de los que están casados y son capaces de tener hijos controlan la natalidad. Con qué frecuencia se utilizan distintos métodos varía ampliamente entre los países. Los métodos más comunes en el mundo desarrollado son los condones y los anticonceptivos orales, mientras que en África es anticonceptivos orales y en América Latina y Asia es la esterilización. En el mundo en desarrollo, los métodos preferidos en orden decreciente son la esterilización femenina (35 %), los DIU (30 %), los anticonceptivos orales (12 %), los condones (11 %) y la esterilización masculina (4 %).
Si bien se utiliza menos en los países desarrollados que el mundo en desarrollo, el número de mujeres que utilizaron los DIU en 2007 fue de más de 180 millones. La evitación las relaciones sexuales en periodo fértil es utilizado por alrededor de 3,6 % de las mujeres en edad fértil, con un uso tan alto como el 20 % en zonas de América del Sur. Para 2005, el 12 % de las parejas están utilizando una forma masculina de control de la natalidad (ya sea condón o vasectomía) con tasas más altas en el mundo desarrollado. Las formas masculinas han disminuido entre 1985 y 2009. El uso de anticonceptivos entre las mujeres en África subsahariana ha aumentado de alrededor del 5 % en 1991 a aproximadamente el 30 % en 2006.
Para 2012, el 57 % de las mujeres en edad fértil quieren evitar el embarazo (867 de 1520 millones). Sin embargo 222 millones de mujeres no pueden acceder a métodos anticonceptivos, de las cuales 53 millones se encuentran en África subsahariana y 97 millones en Asia. Esto se traduce en 54 millones de embarazos no planificados y casi 80 000 muertes maternas al año. Parte de la razón por la que muchas mujeres carecen de control de la natalidad es que muchos países limitan su acceso debido a razones religiosas o políticas, mientras que otro contribuyente es la pobreza. Debido a leyes restrictivas del aborto en África subsahariana, muchas mujeres recurren a proveedores de aborto no autorizados. Esto se traduce en que 18-39 de cada 1000 mujeres tengan un aborto inseguro cada año.

## Historia

### Historia temprana

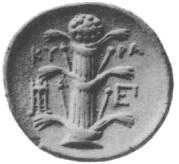
Moneda de plata antigua de Cirene que representa un tallo de silfio.

El papiro egipcio de Ebers de 1550 a. C. y el papiro de Kahun de 1850 a. C. contienen unas de las descripciones más antiguas documentadas del control de la natalidad: el uso de la miel, hojas y pelusas de acacia puestas en la vagina para bloquear el semen. Se cree que en la Antigua Grecia el silfio se utilizó como anticonceptivo que, debido a su eficacia y por lo tanto conveniencia, se cosechó hasta la extinción.
En la Europa medieval, cualquier esfuerzo para detener el embarazo fue considerado inmoral por la Iglesia Católica, aunque se cree que las mujeres de la época aún utilizaban varias medidas de control de la natalidad, como el coitus interruptus y la inserción de la raíz de lirio y la ruda en la vagina. En la Edad Media se alentaba a las mujeres a atar testículos de comadreja alrededor de sus muslos durante el sexo para prevenir el embarazo. Los condones más antiguos descubiertos fueron recuperados de las ruinas del Castillo Dudley en Inglaterra y se remontan a 1640. Estos eran fabricados de tripas de animal y lo más probable es que fueran usados para prevenir enfermedades de transmisión sexual durante la Guerra Civil Inglesa. Casanova, italiano del siglo XVIII, describió el uso de una cubierta de piel de cordero para evitar el embarazo; sin embargo, los condones solo se hicieron ampliamente disponibles en el siglo XX.

### Movimiento de control de la natalidad

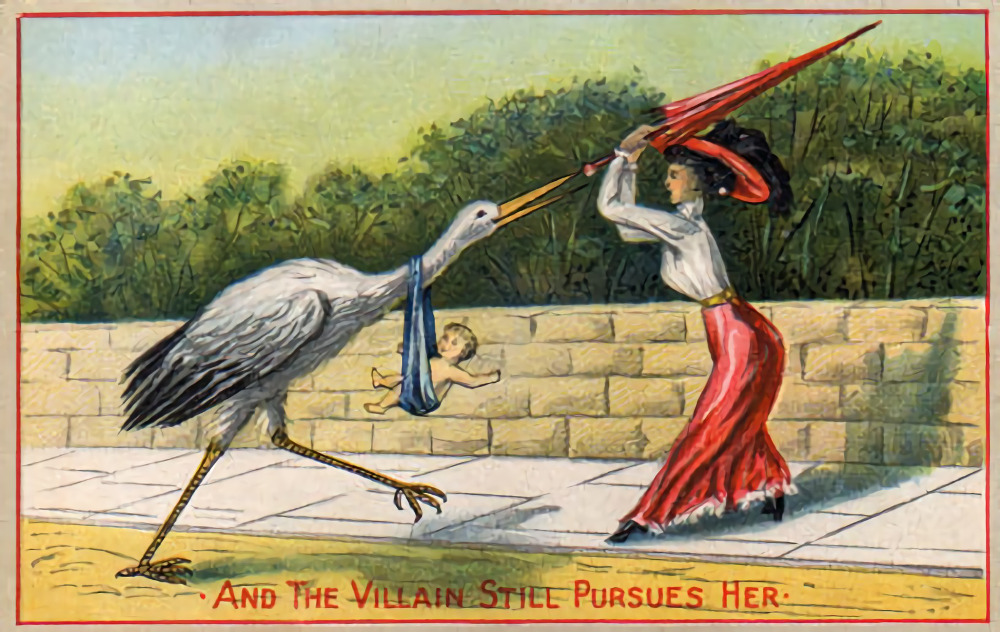
«Y el villano todavía la persigue», una postal satírica victoriana.

El movimiento de control de la natalidad se desarrolló durante el siglo XIX e inicios del XX. La Liga Malthusiana, basada en las ideas de Thomas Malthus, se estableció en 1877 en el Reino Unido para educar al público sobre la importancia de la planificación familiar y abogar por la eliminación de las sanciones por promover el control de la natalidad. Fue fundada durante el «juicio Knowlton» de Annie Besant y Charles Bradlaugh, que fueron procesados por publicar sobre varios métodos de control de natalidad.
En Estados Unidos, Margaret Sanger y Otto Bobsein popularizaron la frase «control de la natalidad» en 1914. Sanger era activa principalmente en los Estados Unidos, pero se había ganado una reputación internacional por la década de 1930. En ese entonces, bajo la Ley Comstock, la distribución de información sobre el control de la natalidad era ilegal. Huyó tras pagar la fianza en 1914 después de ser detenida por distribuir información anticonceptiva y migró de Estados Unidos a Reino Unido para luego volver en 1915. Sanger estableció una efímera clínica de control de la natalidad en 1916, institución clausurada luego de once días y que causó su detención. La publicidad en torno a la detención, juicio y apelación encendió el activismo de control de la natalidad en los Estados Unidos.
La primera clínica de control de la natalidad permanente se estableció en Gran Bretaña en 1921 por Marie Stopes junto a la Liga Malthusiana. La clínica, a cargo de parteras y apoyada por médicos visitantes, ofreció a las mujeres consejos sobre el control de la natalidad y les enseñó el uso de un capuchón cervical. Su clínica hizo aceptable la anticoncepción durante la década de 1920 al presentarla en términos científicos. En 1921, Sanger fundó la Liga Estadounidense del Control de la Natalidad, que luego se convirtió en la Federación Estadounidense de la Paternidad Planeada En 1924 se fundó la Sociedad para el Abastecimiento de las Clínicas de Control de la Natalidad para luchas por clínicas municipales; esto llevó a la apertura de una segunda clínica en Greengate (Salford) en 1926. A lo largo de la década de 1920, Stopes y otras feministas pioneras, como Dora Russell y Stella Browne, desempeñaron un papel importante en la destrucción de los tabúes sobre el sexo. En abril de 1930, la Conferencia de Control de la Natalidad reunió 700 delegados y tuvo éxito en llevar el control de la natalidad y el aborto a la esfera política. Tres meses más tarde, el Ministerio de Salud del Reino Unido permitió a las autoridades locales dar consejería de control de la natalidad en los centros de asistencia social.
En 1936 la corte estadounidense dictaminó en U.S. v. One Package que la prescripción médica de anticonceptivos para salvar la vida o la salud de las personas no era ilegal bajo la Ley Comstock. Tras la decisión, el Comité de anticoncepción de la Asociación Médica Estadounidense revocó su declaración de 1936 que condenaba el control de la natalidad. Al año siguiente una encuesta nacional mostró que el 71 % de la población adulta apoyaba el uso de la anticoncepción. Para 1938, 347 clínicas anticonceptivas estaban funcionando en el país a pesar de que su promoción aún era ilegal. La primera dama Eleanor Roosevelt apoyaba públicamente el control de la natalidad y la planificación familiar. En 1966, el presidente Lyndon B. Johnson empezó a apoyar el financiamiento público de los servicios de planificación familiar y el gobierno federal empezó a subsidiar los servicios de control de natalidad para familias de bajos ingresos. La
Affordable Care Act, aprobada el 23 de marzo de 2010 bajo el presidente Barack Obama, requiere que todos los planes en el Mercado de Seguros de Salud cubran los métodos anticonceptivos. Estos incluyen los de barrera, hormonales, dispositivos implantables, de emergencia y los precedimientos de esterilización.

### Métodos modernos
En 1909, Richard Richter desarrolló el primer dispositivo intrauterino hecho de intestino de gusano de seda, que se mejoró y comercializó en Alemania por Ernst Gräfenberg a finales de los años 1920.  En 1951, el químico mexicano Carl Djerassi realizó las hormonas de la píldora de progesterona usando batatas. Djerassi había creado químicamente la píldora pero no tenía los medios para distribuirlas a los pacientes. Mientras tanto, Gregory Pincus y John Rock con la ayuda de la Federación Estadounidense de la Paternidad Planeada desarrolló las primeras píldoras anticonceptivas en la década de 1950, como mestranol/noretinodrel, que se puso a disposición del público en la década de 1960 aprobado por la FDA bajo el nombre de Enovid. El aborto farmacológico se convirtió en una alternativa al aborto quirúrgico con la disponibilidad de análogos de prostaglandinas en los años 1970 y la mifepristona en la década de 1980.

## Sociedad y cultura

### Situaciones legales
Los acuerdos de Derechos humanos requieren que la mayoría de los gobiernos proporcionen información y servicios de planificación familiar y anticoncepción. Estos incluyen la obligación de crear un plan nacional de servicios de planificación familiar, eliminar las leyes que limiten su acceso, garantizar la disponibilidad de una amplia variedad de métodos anticonceptivos seguros y eficaces, incluyendo los anticonceptivos de emergencia, asegurarse de que existan proveedores de salud cualificados e instalaciones a un precio asequible y crear un proceso para revisar los programas implementados. Si los gobiernos incumplen lo anterior los puede poner en violación de las obligaciones de tratados internacionales vinculantes.
En Estados Unidos, el caso Griswold v. Connecticut anuló la ley estatal que prohibía la difusión de información anticonceptiva basada en el derecho constitucional a la privacidad en las relaciones maritales. En 1971 Einstady v. Baird extendió el derecho a la privacidad a las personas solteras.
En 2010, las Naciones Unidas lanzaron el movimiento Cada mujer, cada niño para evaluar el progreso hacia la cobertura de las necesidades anticonceptivas de las mujeres. La iniciativa se ha fijado el objetivo de aumentar el número de usuarias de anticonceptivos modernos a 120 millones de mujeres en los 69 países más pobres del mundo para el año 2020. Además, aspiran a erradicar la discriminación contra las niñas y adolescentes que buscan control de la natalidad. El Congreso Estadounidense de Obstetras y Ginecólogos (ACOG) celebrado en 2014 recomendó que las píldoras anticonceptivas orales debieran estar entre los medicamentos de venta libre.

### Posturas religiosas
Las religiones varían ampliamente en sus opiniones éticas del control de la natalidad. Oficialmente, la Iglesia católica solo acepta la planificación natural de la familia, aunque un gran número de católicos en los países desarrollados aceptan y utilizan métodos modernos de control de la natalidad. Entre los protestantes hay una amplia gama de opiniones desde el rechazo absoluto a permitir todos los métodos de control de natalidad. En el judaísmo van desde la secta más estricta ortodoxa a la más relajada reformista. Los hinduistas pueden usar tanto los anticonceptivos naturales como artificiales. Una opinión budista común es que la prevención de la concepción es aceptable, pero intervenir después de que la concepción se ha producido no lo es. En el islam, los anticonceptivos están permitidos si no amenazan la salud, aunque algunos los desaconsejan.

### Día Mundial de la Anticoncepción
El 26 de septiembre es el Día Mundial de la Anticoncepción, dedicado a crear conciencia y mejorar la educación sobre salud sexual y reproductiva, con una visión de un mundo en el que cada embarazo es deseado. Es apoyado por un grupo de gobiernos y ONG internacionales, incluido la Office of Populations Affairs, el Consejo Asia-Pacífico en Anticoncepción, Centro Latinoamericano Salud y Mujer, la Sociedad Europea de Anticoncepción y Salud Reproductiva, la Fundación Alemana para la Población Mundial, la Federación Internacional de Ginecología Pediátrica y de la Adolescencia, la Federación Internacional de Planificación Familiar, el Marie Stopes International, Population Services International, el Population Council, la Agencia de los Estados Unidos para el Desarrollo Internacional (USAID) y Women Deliver.

### Ideas erróneas
Hay varias ideas erróneas comunes sobre el sexo y el embarazo. Las duchas vaginales después del sexo no es un método efectivo de control de la natalidad. Además, se asocia con varios problemas de salud y por lo tanto no es recomendable. Las mujeres pueden quedar embarazadas la primera vez que tienen relaciones sexuales y en cualquier posición sexual. Es posible, aunque no muy probable, quedar embarazada durante la menstruación.

## Líneas de investigación

### Mujeres
Es preciso mejorar los métodos anticonceptivos existentes, ya que alrededor de la mitad de las mujeres que se quedan embarazadas involuntariamente estaban usando un método anticonceptivo. Se están estudiando varias modificaciones de los métodos existentes, incluido un condón femenino y un diafragma mejorados, un parche solo con progestina y un anillo vaginal con progesterona de acción prolongada. Este último parece ser eficaz para tres o cuatro meses y actualmente está disponible en algunas áreas del mundo. Para las mujeres que rara vez tienen relaciones sexuales, la toma de levonorgestrel cerca del sexo parece prometedora.
Se están estudiando varios métodos para llevar a cabo la esterilización a través del cuello uterino. Uno consiste en colocar quinacrina en el útero que causa cicatrización e infertilidad. Si bien el procedimiento es barato y no requiere de habilidades quirúrgicas, existe preocupación respecto a los efectos secundarios a largo plazo. También se está investigando el polidocanol, otra sustancia que funciona de la misma manera. Un dispositivo llamado Essure, que se expande cuando se coloca en las trompas de Falopio y las bloquea fue aprobado en Estados Unidos en 2002.

### Varones
Métodos de anticoncepción masculinos incluyen condones, vasectomías y coito interrumpido. Entre el 25 y el 75 % de los varones que son sexualmente activos usaría un método anticonceptivo hormonal si estuviera disponible para ellos. Varios métodos hormonales y no hormonales están en ensayos clínicos y hay algunas investigaciones explorando la posibilidad de vacunas anticonceptivas.
En cuanto a métodos hormonales, se encuentran dos tipos distintos que se están desarrollando actualmente: por un lado, están los anticonceptivos basados en testosterona y, por otro, los nuevos andrógenos sintéticos. Con respecto al primer tipo, su mecanismo de acción se basa en la administración de hormonas que suprimen tanto la hormona luteinizante (LH) como la foliculoestimulante (FSH), ambas esenciales para la producción de testosterona dentro de los testículos. Como resultado, la concentración de testosterona intratesticular disminuye significativamente, lo que lleva a una supresión reversible de la espermatogénesis. Este efecto reduce notablemente la cantidad de esperma en el eyaculado, evitando así el embarazo en la pareja femenina. Una combinación de testosterona y progestina parece prometedora, al igual que los moduladores selectivos del receptor de andrógenos.
A continuación, se destacan varias moléculas anticonceptivas en estudio conocidas como nuevos andrógenos sintéticos. Experimentos recientes con dimendrolona undecanoato, droga conocida como DMAU, han mostrado resultados preliminares que los investigadores han considerado "satisfactorios". Estos resultados, obtenidos por un grupo del Centro Médico de la Universidad de Washington y del Centro Médico Harbor de la UCLA, fueron presentados en la Reunión Anual de la Asociación Estadounidense de Endocrinología de marzo de 2018. Se trata de una combinación de undecanoato de  testosterona y progestina y su funcionamiento es similar al de la píldora femenina. El estudio, realizado con 100 pacientes que usaron la droga durante 28 días, mostró una "supresión marcada" de los niveles de testosterona entre quienes ingirieron dosis de 400 mg. Muy pocos pacientes registraron síntomas de deficiencia de testosterona. Estos resultados se consideran muy prometedores, aunque todavía son necesarios estudios a más largo plazo y con mayor cantidad de personas.
Otra molécula actualmente en estudio es el dodecilcarbonato de 11-beta-metil-19-nortestosterona, o 11-beta-MNTDC, una testosterona modificada que también tiene tiene las acciones combinadas de una hormona masculina (andrógeno) y una progesterona, de forma que disminuye la producción de esperma al tiempo que preserva la libido. El fármaco ya ha pasado con éxito un ensayo de Fase 1 en 40 hombres sanos realizados en LA BioMed y en la Universidad de Washington. Diez de los participantes recibieron una cápsula de placebo diariamente durante 28 días y los otros treinta tomaron la 11-beta-MNTDC en diferentes dosis: 14 de ellos recibieron 200 miligramos y  los otros 16, 400 miligramos. Aquellos que tomaron el compuesto en estudio manifestaron un nivel más bajo de testosterona y de las hormonas necesarias para producir el esperma en comparación con el placebo. Algunos pacientes mostraron efectos secundarios leves como fatiga, acné o dolor de cabeza; cinco mostraron una tenue disminución en el deseo sexual; y otros dos describieron una disfunción eréctil leve. Pero en ningún caso se redujo la actividad sexual. La investigadora principal del estudio, Christina Wang,  planea realizar nuevos estudios para evaluar la efectividad del compuesto. Además, se están desarrollando otros dos medicamentos orales en paralelo para encontrar el compuesto con menos efectos secundarios y con mayor efectividad.
Un método quirúrgico reversible bajo investigación es la inhibición reversible de espermatozoides bajo guía (RISUG), que consiste en inyectar un gel de polímero, estireno anhídrido maleico en dimetilsulfóxido, en los conductos deferentes. Una inyección con bicarbonato de sodio remueve la sustancia y restaura la fertilidad. Otro es un dispositivo intradeferente que consiste en colocar un tapón de uretano en los conductos deferentes para bloquearlos. 
La ecografía y métodos para calentar los testículos han sido sometidos a estudios preliminares.

### Condón molecular.
Se trata de un posible nuevo método anticonceptivo que están desarrollando los investigadores de la Universidad de Berkeley. Todos sus hallazgos se han publicado en "Proceedings of the National Academy of Sciences" Archivado el 24 de noviembre de 2020 en Wayback Machine.. Este método anticonceptivo es eficaz para hombres y para mujeres y no presenta efectos secundarios a nivel hormonal. Para conseguir el efecto anticonceptivo emplea de manera combinada dos sustancias químicas de origen vegetal: lupeol y pristimerin. El condón molecular se sigue testando y aún resulta demasiado caro, por lo que aún no se puede contar con él como método anticonceptivo.

## En animales
La esterilización, que implica la eliminación de algunos de los órganos reproductivos, se lleva a cabo a menudo como un método de control de la natalidad en los animales domésticos. Muchos refugios de animales requieren estos procedimientos como parte de los acuerdos de adopción. En animales grandes la cirugía se conoce como castración. El control de la natalidad también está siendo considerado como una alternativa a la caza como medio para controlar la sobrepoblación de animales silvestres. Las vacunas anticonceptivas han demostrado ser eficaces en varias poblaciones de animales diversos.  Los pastores de cabras kenianos ponen una falda llamada olor a los machos para prevenir que fecunden a las hembras.

## Acceso a anticonceptivos por país
Este campo da el porcentaje de personas en edad reproductiva (18-49) que están casadas o en unión y están usando, o cuya pareja sexual está usando, un método anticonceptivo según la fecha de los datos disponibles más recientes. La tasa de uso de anticonceptivos es un indicador de los servicios de salud, el desarrollo y el empoderamiento de la mujer. También es útil para comprender las tendencias de natalidad pasadas, presentes y futuras, especialmente en los países en desarrollo.
| País                            | Porcentaje de la población |
| ------------------------------- | -------------------------- |
| Afganistán                      | 18.9%                      |
| Albania                         | 46%                        |
| Alemania                        | 67%                        |
| Andorra                         | --                         |
| Angola                          | 13.7%                      |
| Antigua y Barbuda               | --                         |
| Arabia Saudita                  | 27.9%                      |
| Argelia                         | 53.6%                      |
| Argentina                       | 70.1%                      |
| Armenia                         | 57.1%                      |
| Australia                       | 66.9%                      |
| Austria                         | 79%                        |
| Azerbaiyán                      | --                         |
| Bahamas                         | --                         |
| Bangladés                       | 62.7%                      |
| Barbados                        | 59.2%                      |
| Baréin                          | --                         |
| Bélgica                         | 66.7%                      |
| Belice                          | 51.4%                      |
| Benín                           | 15.5%                      |
| Bielorrusia                     | 52.6%                      |
| Birmania                        | 52.2%                      |
| Bolivia                         | 66.5%                      |
| Bosnia y Herzegovina            | 45.8%                      |
| Botsuana                        | 67.4%                      |
| Brasil                          | 80.5%                      |
| Brunéi                          | --                         |
| Bulgaria                        | --                         |
| Burkina Faso                    | 35.3%                      |
| Burundi                         | 28.5%                      |
| Bután                           | --                         |
| Cabo Verde                      | 55.8%                      |
| Camboya                         | 56.3%                      |
| Camerún                         | 19.3%                      |
| Canadá                          | --                         |
| Catar                           | 37.5%                      |
| Chad                            | 8.1%                       |
| Chile                           | 76.3%                      |
| China                           | 84.5%                      |
| Chipre                          | --                         |
| Ciudad del Vaticano             | --                         |
| Colombia                        | 81%                        |
| Comoras                         | 19.4%                      |
| Corea del Norte                 | 70.2%                      |
| Corea del Sur                   | 82.3%                      |
| Costa de Marfil                 | 27.8%                      |
| Costa Rica                      | 70.9%                      |
| Croacia                         | --                         |
| Cuba                            | 69%                        |
| Dinamarca                       | --                         |
| Dominica                        | --                         |
| Ecuador                         | 77.9%                      |
| Egipto                          | 58.5%                      |
| El Salvador                     | 71.9%                      |
| Emiratos Árabes Unidos          | --                         |
| Eritrea                         | --                         |
| Eslovaquia                      | --                         |
| Eslovenia                       | --                         |
| España                          | 62.1%                      |
| Estados Unidos                  | 73.9%                      |
| Estonia                         | --                         |
| Etiopía                         | 37.7%                      |
| Filipinas                       | 54.1%                      |
| Finlandia                       | 85.5%                      |
| Fiyi                            | 35.5%                      |
| Francia                         | --                         |
| Gabón                           | 31.1%                      |
| Gambia                          | 18.9%                      |
| Georgia                         | 40.6%                      |
| Ghana                           | 27.2%                      |
| Granada                         | --                         |
| Grecia                          | --                         |
| Guatemala                       | 60.6%                      |
| Guyana                          | 29.9%                      |
| Guinea                          | 10.9%                      |
| Guinea Ecuatorial               | --                         |
| Guinea-Bisáu                    | 20.6%                      |
| Haití                           | 34.3%                      |
| Honduras                        | 69.4%                      |
| Hungría                         | --                         |
| India                           | 66.7%                      |
| Indonesia                       | 55.5%                      |
| Irak                            | 52.8%                      |
| Irán                            | --                         |
| Irlanda                         | --                         |
| Islandia                        | --                         |
| Islas Marshall                  | --                         |
| Islas Salomón                   | 29.3%                      |
| Israel                          | --                         |
| Italia                          | 65.1%                      |
| Jamaica                         | --                         |
| Japón                           | 39.8%                      |
| Jordania                        | 51.8%                      |
| Kazajistán                      | 53%                        |
| Kenia                           | 64.6%                      |
| Kirguistán                      | 39.4%                      |
| Kiribati                        | 33.5%                      |
| Kuwait                          | --                         |
| Laos                            | 54.1%                      |
| Lesoto                          | 64.9%                      |
| Letonia                         | --                         |
| Líbano                          | --                         |
| Liberia                         | 24.9%                      |
| Libia                           | 27.7%                      |
| Liechtenstein                   | --                         |
| Lituania                        | --                         |
| Luxemburgo                      | --                         |
| Macedonia del Norte             | 59.5%                      |
| Madagascar                      | 49.7%                      |
| Malasia                         | 52.2%                      |
| Malaui                          | 65.6%                      |
| Maldivas                        | 18.8%                      |
| Mali                            | 17.2%                      |
| Malta                           | --                         |
| Marruecos                       | 70.8%                      |
| Mauricio                        | 63.8%                      |
| Mauritania                      | 11.5%                      |
| México                          | 73.1%                      |
| Micronesia                      | --                         |
| Moldavia                        | 56%                        |
| Mónaco                          | --                         |
| Mongolia                        | 48.1%                      |
| Montenegro                      | 20.7%                      |
| Mozambique                      | 27.1%                      |
| Namibia                         | 56.1%                      |
| Nauru                           | --                         |
| Nepal                           | 46.7%                      |
| Nicaragua                       | 80.4%                      |
| Níger                           | 11%                        |
| Nigeria                         | 16.6%                      |
| Noruega                         | --                         |
| Nueva Zelanda                   | 79.9%                      |
| Omán                            | 29.7%                      |
| Países Bajos                    | 73%                        |
| Pakistán                        | 34%                        |
| Palaos                          | --                         |
| Panamá                          | 50.8%                      |
| Papúa Nueva Guinea              | 36.7%                      |
| Paraguay                        | 68.4%                      |
| Perú                            | 77.4%                      |
| Polonia                         | 62.3%                      |
| Portugal                        | 73.9%                      |
| Reino Unido                     | 76.1%                      |
| República Centroafricana        | 17.8%                      |
| República Checa                 | --                         |
| República del Congo             | 30.1%                      |
| República Democrática del Congo | 28.1%                      |
| República Dominicana            | 62.8%                      |
| Ruanda                          | 64.1%                      |
| Rumania                         | --                         |
| Rusia                           | 68%                        |
| Samoa                           | 16.6%                      |
| San Cristóbal y Nieves          | --                         |
| San Marino                      | --                         |
| San Vicente y las Granadinas    | --                         |
| Santa Lucía                     | 55.5%                      |
| Santo Tomé y Príncipe           | 49.7%                      |
| Senegal                         | 26.9%                      |
| Serbia                          | 62.3%                      |
| Seychelles                      | --                         |
| Sierra Leona                    | 21.2%                      |
| Singapur                        | --                         |
| Siria                           | --                         |
| Somalia                         | 6.9%                       |
| Sri Lanka                       | 64.6%                      |
| Suazilandia                     | 66.1%                      |
| Sudáfrica                       | 54.6%                      |
| Sudán                           | 12.2%                      |
| Sudán del Sur                   | --                         |
| Suecia                          | 70.3%                      |
| Suiza                           | 71.6%                      |
| Surinam                         | 39.1%                      |
| Tailandia                       | 73%                        |
| Tanzania                        | 38.4%                      |
| Tayikistán                      | 29.3%                      |
| Timor Oriental                  | 26.1%                      |
| Togo                            | 23.9%                      |
| Tonga                           | 29.3%                      |
| Trinidad y Tobago               | --                         |
| Túnez                           | 50.7%                      |
| Turkmenistán                    | 49.7%                      |
| Turquía                         | 69.8%                      |
| Tuvalu                          | 23.7%                      |
| Ucrania                         | 65.4%                      |
| Uganda                          | 50.2%                      |
| Uruguay                         | 79.6%                      |
| Uzbekistán                      | --                         |
| Vanuatu                         | 49%                        |
| Venezuela                       | 75%                        |
| Vietnam                         | 72.8%                      |
| Yemen                           | 33.5%                      |
| Yibuti                          | 19%                        |
| Zambia                          | 49.6%                      |
| Zimbabue                        | 66.8%                      |

## Lectura adicional
- Speroff, Leon; Darney, Philip D. (22 de noviembre de 2010). A clinical guide for contraception (5th ed.). Philadelphia, Pa.: Lippincott Williams & Wilkins. ISBN 978-1-60831-610-6.
- Stubblefield, Phillip G.; Roncari, Danielle M. (12 de diciembre de 2011). "Family Planning", pp. 211-269. En Berek, Jonathan S. (coordinador) Berek & Novak's Gynecology, 15th ed. Philadelphia: Lippincott Williams & Wilkins, ISBN 978-1-4511-1433-1.
- Jensen, Jeffrey T.; Mishell, Daniel R. Jr. (19 de marzo de 2012). "Family Planning: Contraception, Sterilization, and Pregnancy Termination", pp. 215-272. En Lentz, Gretchen M.; Lobo, Rogerio A.; Gershenson, David M.; Katz, Vern L. (eds.) Comprehensive Gynecology, 6th ed. Philadelphia: Mosby Elsevier, ISBN 978-0-323-06986-1.
- Gavin, L; Moskosky, S; Carter, M; Curtis, K; Glass, E (Apr 25, 2014). «Providing Quality Family Planning Services: Recommendations of CDC and the U.S. Office of Population Affairs». Godfrey, E; Marcell, A; Mautone-Smith, N; Pazol, K; Tepper, N; Zapata, L; Division of Reproductive Health, National Center for Chronic Disease Prevention and Health Promotion,, CDC. MMWR. Recommendations and reports : Morbidity and mortality weekly report. Recommendations and reports / Centers for Disease Control 63 (RR-04): 1-54. PMID 24759690.